# Nowa encyklopedia powszechna PWN
Nowa encyklopedia powszechna PWN – polska encyklopedia powszechna wydana w latach 1994–1996 przez Wydawnictwo Naukowe PWN. 

## Historia
Encyklopedia została wydana w sześciu tomach w latach 1994–1996, zaś w 1997 r. powstał suplement(dodruk t. 1-6 w latach 1997-1998). Redaktor naczelną encyklopedii była Barbara Petrozolin-Skowrońska, redaktorem prowadzącym był Dariusz Kalisiewicz. NEP PWN opracowywał zespół redaktorów, konsultantów i recenzentów (np. w dziale socjologicznym byli to m.in. Paweł Śpiewak, Witold Morawski, Jadwiga Staniszkis). Miała zawierać ok. 85 tysięcy haseł, a także mapy i liczne ilustracje. Nowością było opatrywanie wybranych haseł pozycjami literatury przedmiotu. Była też pierwszym od półwiecza tego typu przedsięwzięciem opracowywanym bez nadzoru cenzury i w zmienionych warunkach rynkowych. Hasła z NEP PWN zostały wykorzystane w pierwszej w Polsce encyklopedii multimedialnej. 
Encyklopedia stała się bestsellerem polskiego rynku książki, w ciągu dwóch lat PWN sprzedało ok. 300 tysięcy kompletów. 